# Michelsberg (Kelheim)

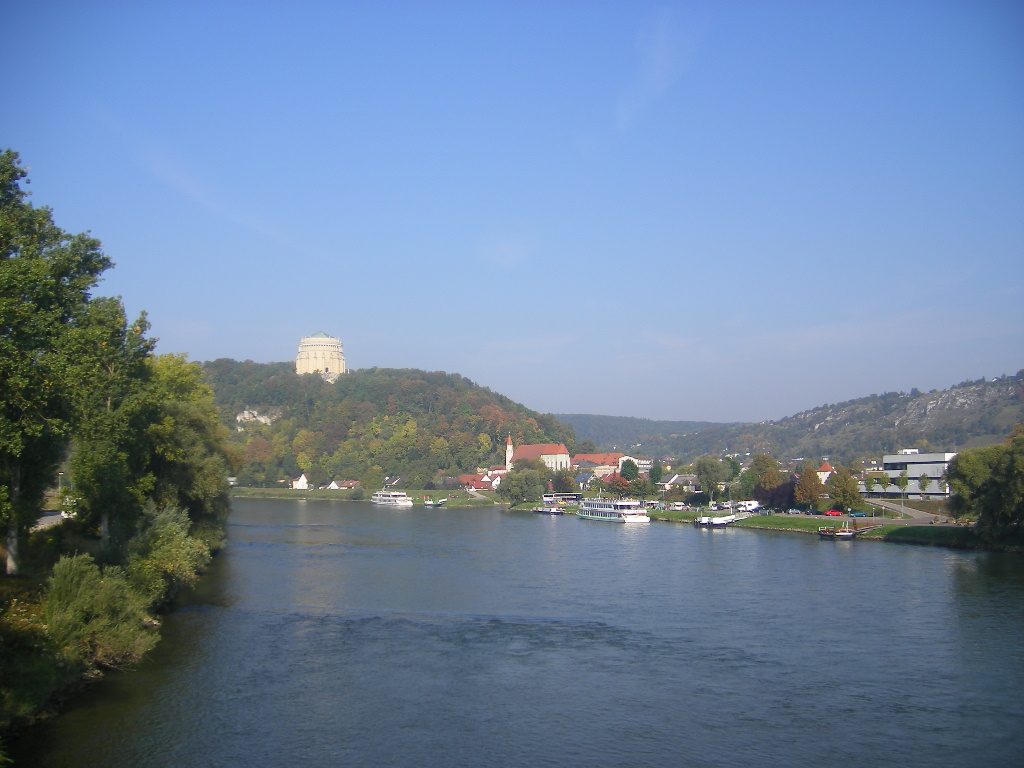
Michelsberg über der Donau (kommt von hinten links) mit Befreiungshalle, rechts der Klosterkirche das Altmühltal

Der Michelsberg ist ein Berg bei Kelheim in Niederbayern im Mündungsdreieck der Flüsse Donau und Altmühl, der 126 Meter hoch über der Donau aufragt. Auf ihm steht die im 19. Jahrhundert erbaute Befreiungshalle. 

## Oppidum

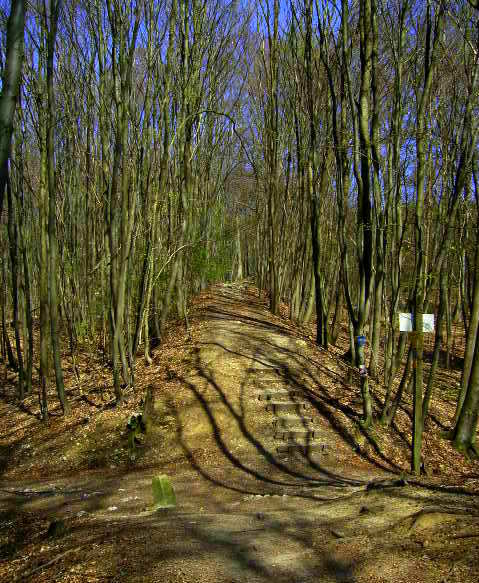
Keltische Umwallung heute im Wald

Die Spitze des Bergrückens zwischen beiden Flüssen wurde schon seit der Bronzezeit immer wieder zu befestigten Siedlungen genutzt, wobei sich mindestens drei vor- und frühgeschichtliche Siedlungsphasen auseinanderhalten lassen. Zwischen dem dritten und ersten vorchristlichen Jahrhundert befand sich dort ein eisenzeitliches Oppidum, für das der Name Alcimoennis angenommen wird. Dieser Ort wurde ca. 150 n. Chr. von dem Geographen Claudius Ptolemäus in seiner Geographike Hyphegesis mit einem Geodatum erwähnt, das mit Bezug sowohl auf Brigantium (Bregenz) als auch auf die Mündung des Inn (Aìnos/Aenus) in die Donau leidlich zutrifft. Demgegenüber irritiert die Lage genau nördlich von Augusta Vindelicorum (Augsburg), das allein zu weit südöstlich lokalisiert ist.
Die befestigte Siedlung lag auf der dreieckingen Anhöhe zwischen den Tälern der Altmühl im Norden und der Donau im Süden und wurde von drei hintereinander gestaffelten Mauern geschützt, während die Steilhänge zur Donau und Altmühl eine natürliche Barriere bildeten. Die äußere, westliche Mauer ist 3,28 km lang und erstreckt sich von der Absturzkante der Donau bis zum südlichen Altmühlufer. Der Altmühlwall am südlichen Altmühlufer längs des Flusses hat eine Länge von mindestens 3,3 Kilometern. Das von der äußeren Befestigunge geschützte Areal umfasst auch den 477 m über NHN hohen Hirschberg und ist auf der Höhe etwa 4 km² groß, bis an die Flusssufer etwa 6 km² 
Die mittlere Nordsüdmauer lag südlich der heutigen untersten Staustufe der Altmühl und schützte auf der Höhe eine Fläche von etwa 0,3 km². Die innere Mauer ist vom Altmühlhang zum Donauhang 930 Meter lang. Diese östlichste der westlichen Befestigungslinien wurde erstmals in der Bronzezeit (also vor den Kelten) angelegt und schon etwa 1850 vor Chr. durch einen Brand zerstört. Danach kam ein frühkeltischer Wall. Um etwa 500 vor Chr. wurde hier der innere Teil der spätkelischen Befestigung errichtet. Die befestigte Höhensiedlung war bis zu etwa 0,15 km² groß.
Die äußeren Befestigungsanlagen wurden von einem elf Meter breiten und sechs Meter hohen Erdwall mit einer Stützmauer auf der Feindseite gebildet. Die Mauer bestand aus Holzpfosten, zwischen denen Kalksteinplatten mörtellos aufgeschichtet waren. Die Pfosten waren ca. einen Meter tief im Boden verankert und überragten den Damm vielleicht um bis zu zwei Meter. Um dem Druck des Erdwalles standzuhalten, war die Mauer auf Zug mit Erdankern im Damm verbunden. Bei einem Angriff konnten die Stadtbewohner von den Holzerdewällen herab die Angreifer bekämpfen. Im Gelände lassen sich noch Reste von vier Zangentoren erkennen.

## Bergbau
Das Gebiet ist von weiträumigen eisenzeitlichen und mittelalterlichen Erzschürfstellen überzogen. Im Boden des Michelsberges lassen sich bis drei Meter dicke Schichten aus Kohle und Schlacke finden. Auf Grund dessen ist davon auszugehen, dass es sich bei Alkimoennis um einen eisenzeitlichen "Industriekomplex" gehandelt hat, auf dem im großen Stil Eisenerz im Tagebau gewonnen und verhüttet wurde.

## Rekonstruktion

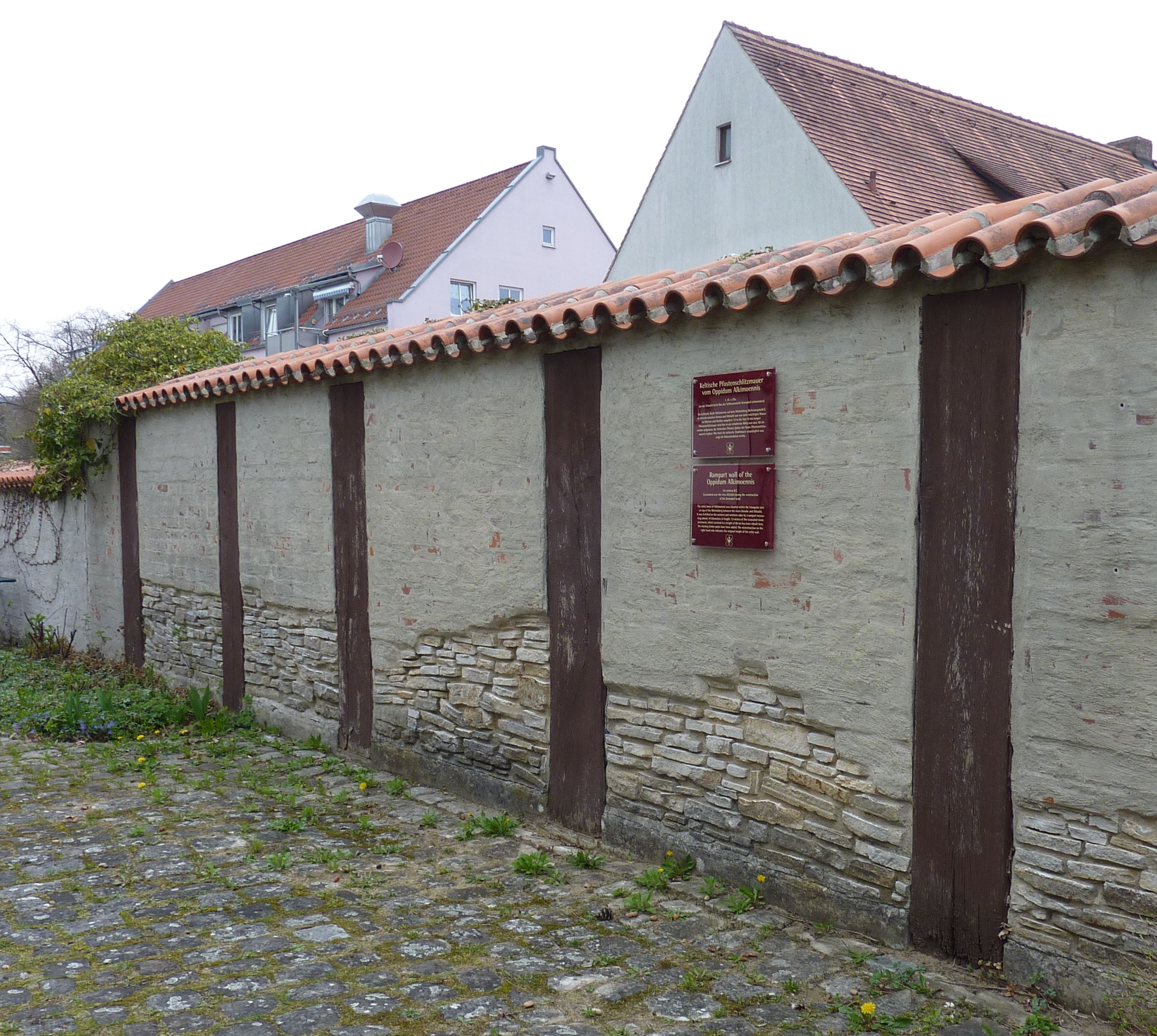
Pfostenschlitzmauer

Im Innenhof des Archäologischen Museums im Kelheimer Herzogskasten sind ein originales Teilstück sowie die Rekonstruktion der ursprünglichen Höhe der Befestigungsmauer zu besichtigen.

## Umgebung
In südwestlicher Richtung beginnt donauaufwärts das Naturschutzgebiet Weltenburger Enge, nach wenigen Kilometern folgen der Donaudurchbruch und das Kloster Weltenburg.